# Nick Murphy (diretor)
Nick Murphy é um diretor de cinema e televisão britânico. Ele é mais conhecido por ter dirigido os filmes The Awakening (2011), cujo também escreveu-o, e Blood (2012).

## Filmografia
Ele dirigiu episódios da série de televisão Paddington Green, Primeval, Occupation e os documentários How Art Made the World, Surviving Disaster, Ancient Rome: The Rising and Fall of an Empire e Heroes and Villains. Ele também escreveu os episódios de todos os docudramas que dirigiu.